# Минео
Минѐо (на италиански: Mineo, на сицилиански Miniu, Миниу) е градче и община в Южна Италия, провинция Катания, автономен регион и остров Сицилия. Разположено е на 511 m надморска височина. Населението на общината е 5172 души (към 2013 г.).